# Kantche
Kantche este o comună rurală din departamentul Matamey, regiunea Zinder, Niger, cu o populație de 36.608 locuitori (2001).